# ゼニット (人工衛星)

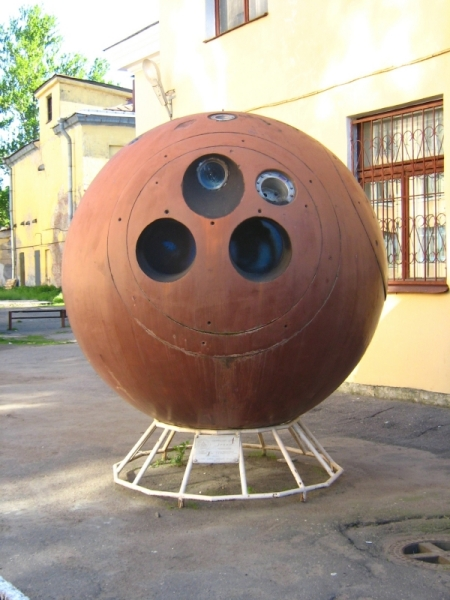
ゼニットのカプセル。円形の窪みは偵察カメラの開口部。

ゼニット（ロシア語: Зенит、天頂の意味）は、1961年から1994年の間にソビエト連邦によって運用されていた偵察衛星。目的を秘匿するために全てコスモス衛星として打ち上げられた。33年以上の間に500回を越える打ち上げが行われ、2009年現在、宇宙開発の歴史上で最も多く打ち上げられた宇宙機である。

## 設計
本機の基本設計は、有人宇宙船のボストークと共通である。コンセプトを大まかに言えば、偵察撮影の結果を回収する必要があるタイプの偵察衛星であるため、有人機の設計を流用し、宇宙飛行士の代わりに撮影装置を宇宙に送り出し無事に回収するようにしたもの、となる。機体は大気圏突入カプセルと機械船の二つの部分から構成され、再突入カプセルは重量2,400kg 直径2.3mの球体で、内部には撮影システム・フィルム・回収信号発信機・パラシュート・自爆装置が積まれていた。機械船には、バッテリー・電子機器・姿勢制御装置・液体燃料エンジンが搭載された。衛星は偵察活動を終えると機械船のエンジンによって地球周回軌道から離脱し、その後2つのモジュールは分離され、カプセルのみが地上に帰還する仕組みになっていた。軌道上での全長は5mほどで、重量は型式によって4,600kgから6,300kgまで幅があった。
フィルムのみを送り返したアメリカのコロナ偵察衛星と異なり、ゼニットではフィルムとカメラの両方が地上に帰還した。この方式ではカメラの再利用が可能で、また、船内は空気で満たされて温度も常温に保たれたため、搭載装置の設計や整備も容易だった。その一方で衛星は大型化を余儀なくされ、重量1トン未満のコロナ衛星に対し、ゼニットは5トン前後もの重量があった。
ゼニットの打ち上げには、初期はボストークロケットが、後にはその改良型のボスホートやソユーズロケットが利用された。最初の打ち上げはバイコヌール宇宙基地で行われたが、その後はプレセツク宇宙基地も併用された。衛星の大部分は近地点高度200km・遠地点高度250 - 300kmというわずかに楕円形をした低軌道を飛行し、活動期間は8日から15日の間の場合が多かった。

## 歴史
1956年、ソビエト政府はセルゲイ・コロリョフがリーダーを務める第1設計局 (OKB-1) に対して秘密裏に「オブイェークトD」（オブイェークトは物、物体の意味で、英語のオブジェクトに相当する）の開発を命令した。オブイェークトDは後に人工衛星スプートニク3号として打ち上げられることになった（スプートニク1号はこの計画を単純化したものだった）。命令の詳細は明らかになっていないが、この時同時に、偵察衛星「オブイェークトOD-1」の開発計画も立ち上げられたと考えられている。
OKB-1では1958年までに、OD-1に加え有人宇宙船「OD-2」の開発を進めていた。この時期までにOD-1の開発は行き詰っており、コロリョフはOD-2の設計を無人の写真偵察衛星に流用できないか検討した。これは彼が有人飛行計画を続けるための、また先の見えないOD-1の開発に設計局のリソースを奪われることを防ぐための決断だったのではないかといわれる。ソ連政府は軍部の反対を抑えてコロリョフの提案を支持し、1959年5月22日と25日にOD-2をベースとする3種類の宇宙機を製作するように命令を下した。
3種の宇宙機には「1K」、「2K」、「3K」という名前が振り分けられていた。1Kが試験衛星、2Kが偵察衛星、3Kが有人宇宙船だった。当初は3つの宇宙機全てに対してボストークの名前が使用されていたが、1961年に3K宇宙船を使用して行われたユーリイ・ガガーリンの飛行でボストークの名が公式に使われたため、ボストーク2と呼ばれていた偵察衛星はゼニット2と改名された。
最初のゼニット衛星の打ち上げは1961年11月11日に行われたが、打ち上げロケット第3段が故障し、軌道への到達が不可能になったため自爆処分された。1962年4月26日の2回目の打ち上げは成功を収め、コスモス4号の名が公式に与えられた。衛星は3日後に大気圏に突入し地上へ帰還したが、姿勢制御装置の故障のため有用な写真は撮影できなかった。3つ目のゼニット（コスモス7号）は1962年7月28日に打ち上げられ、11日後に写真と共に帰還に成功した。その後、偵察システムの有効性を確かめるために、2回の打ち上げ失敗を含む10回の打ち上げが行われた。結果は肯定的なもので、引き続いて本格的な運用が開始された。
ゼニットの改良はその後も続けられ、様々な偵察ミッションのため複数のバリエーションが開発された。ゼニット衛星の運用は1994年まで続けられた。

## バリエーション

### ゼニット2
ゼニット2は1961年に打ち上げられたゼニット最初の型式である。「2」という数字が付いているが、ゼニット1という型式は存在しない。
搭載する偵察カメラの組み合わせには幅があったが、ほとんどの場合、焦点距離1,000mmの高解像度カメラ4台と200mmの低解像度カメラ1台が使用された。焦点距離低解像度カメラによる画像は、狭い範囲しか映し出せない高解像度画像が周辺とどのような関係にあるのかを把握にするために用いられた。それぞれのカメラのフィルムには写真1,500枚分のフレームがあり、高度200kmからの撮影の場合、1枚の写真につき60km四方の範囲を映し出すことができた。解像度は10 - 15mとされている。カメラはモスクワの近くにあるクラスノゴールスク光学機械工場で作られたが、この工場は有名なゼニットSLRカメラが作られた場所でもある。
これに加えゼニット2は、NATOのレーダー信号を受信するエリント装置も搭載した。この装置に関連して、衛星は直径1m程度のパラボラアンテナを備えていた。このアンテナによって記録された信号を地上に送信したのか、あるいは単に信号を傍受していただけなのかは明らかでない。仮に後者だった場合、信号は磁気テープ等に記録されて地上に持ち帰られたものと思われる。
ゼニット2の打ち上げは81回ほど行われ、58回が成功し、11回が不完全ながらも一応の成果を収めた。失敗したミッションは12回で、5回が衛星の不良によるもの、7回が打ち上げロケットの不良によるものだった。
- 最初の飛行：1962年 - コスモス4号
- 最後の飛行：1970年 - コスモス344号

### ゼニット2M
ゼニット2の改良型で、新型の撮影システムへの交換や、太陽電池パネルの追加などが行われた。衛星の重量は6,300kgにまで増加し、ボストークロケットに代わってボスホートロケットやソユーズロケットが打ち上げに使用された。
- 最初の飛行：1968年 - コスモス208号
- 最後の飛行：1978年 - コスモス1044号

### ゼニット4
ゼニット2と異なり、ゼニット4に関する情報はあまり多く公開されていない。この型式は高解像度での撮影を目的としたもので、焦点距離200mmのカメラに加えて焦点距離3000mmのカメラを一台搭載していた。カメラの焦点距離はカプセルの直径 (2.3m) より長かったため、光の経路を確保するための鏡が使用された。写真の解像度については公式には知られていないが、1 - 2mだったと考えられている。重量は6,300kgで、ゼニット2より1,500kg重かったため、打ち上げにはボストークロケットの代わりにボスホートロケットが用いられた。76機が飛行したと考えられている。
- 最初の飛行：1963年 - コスモス22号
- 最後の飛行：1970年 - コスモス355号

### ゼニット4M
ゼニット4の改良型で、新型のカメラ・太陽電池パネル・再点火可能なエンジンを備え、ミッションの途中で軌道を変更することができた。飛行期間は13日だった。
- 最初の飛行：1968年 - コスモス251号
- 最後の飛行：1974年 - コスモス667号

### ゼニット4MK/4MKM
ゼニット4のバリエーションで、画像の解像度を向上させるためにより低い軌道を飛行することを想定して設計されたものだと思われている。空気抵抗による軌道低下を補い空力加熱に耐えるための装備を備えていたと言われる。
- 最初の飛行：1970年 - コスモス371号
- 最後の飛行：1980年 - コスモス1214号

### ゼニット4MT
地形学写真を撮影するために特別に設計されたゼニット4Mのバリエーション。SA-106 地形カメラと、レーザー高度計・ドップラー装置を装備していた。
- 最初の飛行：1971年 - コスモス470号
- 最後の飛行：1982年 - コスモス1398号

### ゼニット6U
万能型のゼニット衛星で、低高度からの高解像度ミッションと、高高度からの広範囲観測ミッションの双方で使用できた。打ち上げ回数は96回で、全てソユーズロケットが使用された。
- 最初の飛行：1976年 - コスモス876号
- 最後の飛行：1985年 - コスモス1685号

### ゼニット8
軍事的な意味合いを帯びた地図製作用の写真撮影を目的とした。打ち上げにはソユーズロケットが使用され、発射場にはバイコヌールとプレセツクの双方が使われた。軌道上での寿命は15日間だった。ゼニット8と同様の衛星としてレスルスの名で呼ばれるものがある。
コスモス2281号は偵察任務のために打ち上げられた最後のゼニット衛星だった。
- 最初の飛行：1984年 - コスモス1571号
- 最後の飛行：1994年 - コスモス2281号

ゼニット計画終了後、新しく開発されたソユーズ2ロケットの初飛行のデモ衛星としてゼニット8が使用された。衛星は弾道軌道に投入され、予定通り太平洋に落下した。